# Sant'Angela Merici
Sant'Angela Merici  är en kyrkobyggnad och titelkyrka i Rom, helgad åt den heliga Angela Merici. Kyrkan är belägen vid Via Costantino Maes i quartiere Nomentano och tillhör församlingen Sant'Angela Merici.
Kyrkan förestås av stiftspräster; dessförinnan förestods den av Jungfru Marie oblater, en kongregation grundad år 1816 av Bruno Lanteri (1759–1830; vördnadsvärd 1965).

## Historia
Kyrkan uppfördes år 1955 efter ritningar av Aldo Aloysi och Ernesto Vichi. Kyrkan konsekrerades år 1967.
Kyrkan har en oktogonal grundplan. Exteriören är uppförd i tegel och armerad betong. Över portalen står dedikationsinskriptionen: D.O.M. IN HON. S.ANGELAE MERICI A.D. MCMLXVII. Till höger om kyrkan står en Mariastaty på en antik kolonn. Interiören hyser glasmålningar av János Hajnal; en av dem framställer Den uppståndne Kristus.

## Titelkyrka
Kyrkan stiftades som titelkyrka av påve Franciskus år 2014.
Kardinalpräster
- Fernando Sebastián Aguilar: 2014–2019
- Sigitas Tamkevičius: 2019–